# Demartinita
La demartinita és un mineral de la classe dels halurs. Rep el seu nom del l'italià Francesco Demartin, professor de química orgànica i general i estequiometria de la Universitat de Milà.

## Característiques
La demartinita és químicament hexafluorosilicat de potassi fórmula química K₂SiF₆. Cristal·litza en el sistema hexagonal. És el dimorf de la hieratita.
Segons la classificació de Nickel-Strunz, la demartinita pertany a «03.CH - Halurs complexos, silicofluorurs» juntament amb els següents minerals: mal·ladrita, bararita, criptohalita, hieratita i knasibfita.

## Jaciments
La demartinita va ser descoberta al cràter La Fossa, a Vulcano (Sicília, Itàlia) l'any 2006. Es tracta de l'únic indret on ha estat trobada aquesta espècie mineral.